# WorldShift
WorldShift est un jeu vidéo de stratégie en temps réel développé par Black Sea Studios et publié en France par Playlogic International le 5 septembre 2008 puis aux États-Unis par Got Game Entertainment le 10 novembre 2009,.

## Description
S'inspirant des jeux Warcraft et Starcraft, l'action se déroule dans un univers de science-fiction post-apocalyptique. La Terre étant ravagé par un fléau, les humains, les mutants et des extraterrestres se font la guerre.
Le jeu est pourvu d'un mode coopératif multijoueur.
Le développement du jeu fut assez discret, les rédactions eurent connaissance du jeu assez tardivement.

## Accueil
| Worldshift    |      |       |
| Média         | Pays | Notes |
| GameSpot      | US   | 65 %  |
| Jeuxvideo.com | FR   | 15/20 |
| Joystick      | FR   | 3/10  |